# Zbór Kościoła Zielonoświątkowego „Nowe Życie” w Nowej Soli
Zbór Kościoła Zielonoświątkowego „Nowe Życie” w Nowej Soli – zbór Kościoła Zielonoświątkowego w RP znajdujący się w Nowej Soli, przy ulicy 8 Maja 2.
Nabożeństwa odbywają się w niedzielę o godzinie 11:00 i środę o godzinie 18:00. 